# Nymphaea alexii
Nymphaea alexii is een witte waterlelie die voorkomt in billabongs in het noorden van Queensland (Australië).
De bloem heeft witte, stervormige kroonbladeren. De meeldraden en het stuifmeel zijn roomkleurig. De stempel is in het midden roze maar op de tweede dag van de bloei wordt de gehele stempel felrood.
De soort komt voor in meren die enkel in het regenseizoen gevuld zijn met water.
De soort komt maar op enkele locaties voor in de buurt van Normanton en is dus kwetsbaar voor uitsterven.